# Parc national des grottes Chillagoe-Mungana
Le parc national des grottes Chillagoe-Mungana est un parc national situé au Queensland en Australie. Il est situé à 1455 km au nord-ouest de Brisbane. 